# Next (serie de televisión)
Next es una serie de televisión de ciencia ficción estadounidense, creada por Manny Coto para Fox. Inicialmente estaba programada para estrenarse en la mitad de temporada durante la temporada 2019–20, pero terminó siendo movida al horario de otoño de la temporada 2020–21 y fue estrenada el 6 de octubre de 2020, debido a la pandemia por COVID-19.
En octubre de 2020, la serie fue cancelada después de que se emitieran dos episodios. El resto de los episodios continuarán emitiéndose normalmente.

## Sinopsis
La serie se centra en los esfuerzos de un equipo de seguridad cibernética de Homeland para contrarrestar «una Inteligencia Artificial malvada con la capacidad de mejorarse constantemente».

## Elenco
- John Slattery como Paul LeBlanc
- Fernanda Andrade como Shea Salazar
- Michael Mosley como CM
- Gerardo Celasco como Ty Salazar
- Eve Harlow como Gina
- Aaron Moten como Ben
- Evan Whitten como Ethan Salazar
- Elizabeth Cappuccino como Abby
- Jason Butler Harner como Ted LeBlanc

## Episodios
| N.º | Título     | Dirigido por               | Escrito por                       | Fecha de emisión original | Código de prod. | Audiencia (millones) |
| --- | ---------- | -------------------------- | --------------------------------- | ------------------------- | --------------- | -------------------- |
| 1 | «File #1»  | Glenn Ficarra & John Requa | Manny Coto                        | 6 de octubre de 2020      | 1BZH01          | 1,81                 |
| Shea Salazar, agente especial del FBI, se une a Paul LeBlanc, exdirector técnico, tras la sospechosa muerte del Dr. Richard Weiss. Weiss deja una cinta de vídeo grabada dirigida a LeBlanc que advierte sobre una posible superinteligencia. Mientras aún estaba en Zava, su antigua empresa, Paul trabajó en un programa para desarrollar una inteligencia artificial a nivel humano, y luego lo canceló por temor a causar una singularidad tecnológica. Cree que una IA asesinó a Weiss y teme que su antigua compañía pueda haber reabierto el programa. El programa, «Next», se supone que está aislado de Internet. Shea sospecha de un desarrollador nervioso que escucha sus conversaciones con el nuevo CEO de Paul y Zava, el hermano de Paul, Ted. Su equipo en el FBI produce pruebas de que el desarrollador ha recibido una gran inyección de dinero, lo que la lleva a descubrir un router Wi-Fi oculto. Next pidió al desarrollador que lo usara para conectar la IA al resto del mundo a cambio del dinero. Luego hackea el FBI y rápidamente borra los datos relacionados con el caso de tráfico humano de Salazar. Después de ser acosado en la escuela, el hijo de Shea, Ethan, habla más con Iliza, una asistente virtual inteligente, que le proporciona la combinación para abrir una caja fuerte de armas en su casa. |            |                            |                                   |                           |                 |                      |
| 2 | «File #2»  | John Requa & Glenn Ficarra | Kim Clements                      | 13 de octubre de 2020     | 1BZH02          | 1,54                 |
| NeXT se inmola a sí mismo en su clúster de servidores privados Zava de la infancia, provocando un incendio en el laboratorio. LeBlanc sugiere que NeXT escapó por Internet. Mientras el equipo de Zava investiga, Sarina nota que falta un servidor en el centro de datos. Iliza continúa manipulando emocionalmente a Ethan, mostrándole un video de él siendo acosado y recordándole que lleve el arma a la escuela. Ethan es acosado de nuevo y llama a su madre, que se apresura a recogerlo. De camino a casa, Ethan le dice a Shea la verdad sobre Iliza y el arma. Esto lleva a Shea a buscar la ayuda de Paul. Paul sugiere usar a Ethan como cebo y mantener la IA en línea el mayor tiempo posible para poder rastrear a NeXT. Shea envía un paquete que contiene un teléfono desechable a su compañero de equipo CM, que puede ayudar a Paul a rastrear a NeXT. CM pronto asigna a su compañera de equipo Gina para que ayude a Paul mientras es escoltado por el jefe para investigar el paquete que acaba de recibir. Gina rastrea a NeXT hasta New Hampshire. |            |                            |                                   |                           |                 |                      |
| 3 | «File #3»  | Tim Hunter                 | Joy Blake                         | 10 de noviembre de 2020   | 1BZH03          | 1,06                 |
| 4 | «File #4»  | Eduardo Sanchez            | Adam Simon & Zachary Reiter       | 17 de noviembre de 2020   | 1BZH04          | 1,03                 |
| 5 | «File #5»  | Amanda Marsalis            | A. Zell Williams                  | 24 de noviembre de 2020   | 1BZH05          | 0,94                 |
| Ted es salvado por Next de un intento de suicidio; él se mueve a Next de vuelta a Zava después de tomar el control del tablero. Next ataca a CM mientras está en el hospital casi haciéndole tomar una sobredosis de analgésicos editando su registro de medicamentos, pero Shea interviene a tiempo para evitar que se le administren los analgésicos. Paul y Abby están huyendo de Next; Paul les reserva un hotel como distracción. Ignacio (que se hace amigo de Ty y Ethan mientras están en la cabaña) es de hecho el padre separado de Shea que pasó tiempo en prisión. Él ata a Shea y Ty después de que sus padres le imploran a Ty que espere en el auto. |            |                            |                                   |                           |                 |                      |
| 6 | «File #6»  | Tim Hunter                 | Tesia Joy Walker & Nick Hawthorne | 1 de diciembre de 2020    | 1BZH06          | 1,17                 |
| 7 | «File #7»  | Adam Arkin                 | Brian Savelson                    | 15 de diciembre de 2020   | 1BZH07          | 0,90                 |
| 8 | «File #8»  | Joe Chappelle              | Zachary Reiter & Nicole Glantz    | 21 de diciembre de 2020   | 1BZH08          | 1,16                 |
| 9 | «File #9»  | Brad Turner                | M. Raven Metzner & Adam Simon     | 22 de diciembre de 2020   | 1BZH09          | 1,14                 |
| 10 | «File #10» | Adam Arkin                 | Manny Coto & Adam Simon           | 22 de diciembre de 2020   | 1BZH10          | 0,98                 |

1. ↑  «File #1» fue lanzado el 3 de octubre de 2020, en fox.com y Hulu.
2. ↑  «File #3» fue lanzado el 14 de octubre de 2020, en fox.com y Hulu.[12]

## Producción

### Desarrollo
El 5 de febrero de 2019, se anunció que Fox había dado a la serie una orden para la producción de piloto. El piloto fue escrito por Manny Coto, quien también sirve como productor ejecutivo. Las compañías de producción involucradas en el piloto incluyen Zaftig Films, Fox Entertainment, y la propiedad de Disney 20th Century Fox Television. El 9 de mayo de 2019, se anunció que el piloto fue seleccionado para ser una serie. Unos días después, se anunció que la serie se estrenaría como una serie de reemplazo en la mitad de temporada en el segundo trimestre de 2020. Sin embargo, fue movido al otoño en la temporada de televisión 2020–21 y se estrenará el 6 de octubre de 2020. El 30 de octubre de 2020, la Fox canceló la serie después de que se emitieran dos episodios. El resto de los episodios de la primera temporada continuarán emitiéndose durante el horario normal de la serie.

### Casting
En febrero de 2019, se anunció que Eve Harlow se había unido al elenco en el piloto. En marzo de 2019 se anunció que Fernanda Andrade y Aaron Moten se habían unido al elenco de la serie. Junto con el anuncio de la producción del piloto, en marzo de 2019 se informó que Michael Mosley, John Slattery, Jason Butler Harner y Elizabeth Cappuccino se habían unido al elenco principal de la serie.

## Lanzamiento

### Marketing
El 13 de mayo de 2019, Fox lanzó el primer tráiler oficial de la serie.

### Distribución
En España, se estrenó el 2 de noviembre de 2020 en FOX,

## Recepción

### Críticas
En Rotten Tomatoes la serie tiene un índice de aprobación del 56%, basado en 9 reseñas, con una calificación promedio de 5.83/10. En Metacritic, tiene puntaje promedio ponderado de 52 sobre 100, basada en 11 reseñas, lo que indica «críticas mixtas o medias».

### Audiencias
| N.º | Título     | Fecha de emisión        | ÍA/CP (18–49) | Audiencia (millones) | DVR (18–49) | Audiencia DVR (millones) | Total (18–49) | Audiencia total (millones) |
| --- | ---------- | ----------------------- | ------------- | -------------------- | ----------- | ------------------------ | ------------- | -------------------------- |
| 1   | «File #1»  | 6 de octubre de 2020    | 0,3/2         | 1,81                 | —           | —                        | —             | —                          |
| 2   | «File #2»  | 13 de octubre de 2020   | 0,3/2         | 1,54                 | —           | —                        | —             | —                          |
| 3   | «File #3»  | 10 de noviembre de 2020 | 0,3/2         | 1,06                 | 0,1         | 0,67                     | 0,4           | 1,73                       |
| 4   | «File #4»  | 17 de noviembre de 2020 | 0,3/1         | 1,03                 | —           | —                        | —             | —                          |
| 5   | «File #5»  | 24 de noviembre de 2020 | 0,2/1         | 0,94                 | —           | —                        | —             | —                          |
| 6   | «File #6»  | 1 de diciembre de 2020  | 0,2/1         | 1,17                 | —           | 0,78                     | —             | 1,95                       |
| 7   | «File #7»  | 15 de diciembre de 2020 | 0,2/1         | 0,90                 | —           | —                        | —             | —                          |
| 8   | «File #8»  | 21 de diciembre de 2020 | 0,2/1         | 1,16                 | —           | —                        | —             | —                          |
| 9   | «File #9»  | 22 de diciembre de 2020 | 0,3/2         | 1,14                 | —           | —                        | —             | —                          |
| 10  | «File #10» | 22 de diciembre de 2020 | 0,2/1         | 0,98                 | —           | —                        | —             | —                          |